# Acacia sing
Acacia sing é uma espécie de leguminosa do gênero Acacia, pertencente à família Fabaceae.